# متال اسلاگ ۳
«متال اسلاگ ۳» (انگلیسی: Metal Slug 3) یک بازی ویدئویی  است که توسط D4 Enterprise و در سال ۲۰۰۰ برای پلت‌فرم‌های اکس‌باکس، پلی‌استیشن ۲، مایکروسافت ویندوز، پلی‌استیشن ۴، پلی‌استیشن همراه، Neo Geo، پلی‌استیشن ۳، مک‌اواس، اندروید، و آی‌اواس منتشر شده‌است.